# Stenasjö
Stenasjö är en sjö i Högsby kommun i Småland och ingår i Emåns huvudavrinningsområde. Sjön är 10 meter djup, har en yta på 0,125 kvadratkilometer och befinner sig 151,3 meter över havet. Sjön avvattnas av vattendraget Kattebäck.

## Delavrinningsområde
Stenasjö ingår i det delavrinningsområde (634246-149145) som SMHI kallar för Mynnar i Salen. Medelhöjden är 179 meter över havet och ytan är 14,4 kvadratkilometer. Det finns ett avrinningsområde uppströms, och räknas det in blir den ackumulerade arean 52,52 kvadratkilometer. Kattebäck som avvattnar avrinningsområdet har biflödesordning 3, vilket innebär att vattnet flödar genom totalt 3 vattendrag innan det når havet efter 83 kilometer. Avrinningsområdet består mestadels av skog (76 %) och jordbruk (16 %). Avrinningsområdet har 0,39 kvadratkilometer vattenytor vilket ger det en sjöprocent på 2,7 %.